# Jardín botánico y arboreto de Cedar Valley
El Jardín botánico y arboreto de Cedar Valley (en inglés : Cedar Valley Arboretum & Botanic Gardens), es un arboreto y jardín botánico de 74 acres (304,000 m²) de extensión que se encuentra al este de Hawkeye Community College en Waterloo, Iowa. 
El Arboreto es un lugar oficial dentro del Silos & Smokestacks National Heritage Area.
El Cedar Valley Arboretum & Botanic Gardens aún no es miembro del "Botanic Gardens Conservation International" (BGCI).

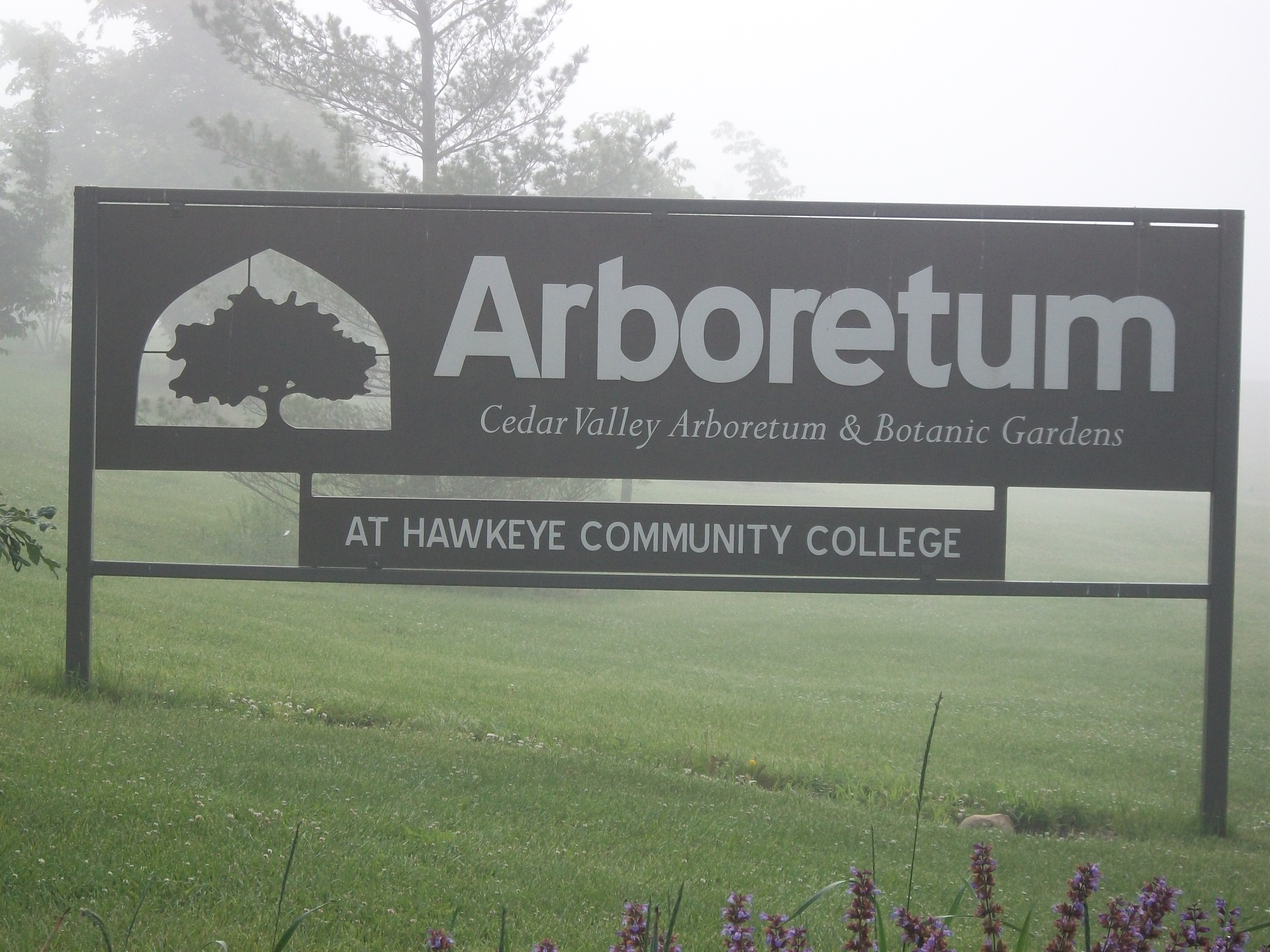
Cartel de entrada al Arboreto.

## Localización
Cedar Valley Arboretum & Botanic Gardens 1927 East Orange Road P.O. Box 1833 Waterloo, Black Hawk county, Iowa IA 50704 United States of America-Estados Unidos de América. 
Planos y vistas satelitales.42°31′56.28″N 90°43′3.72″O / 42.5323000, -90.7177000
La entrada es libre.

## Historia
El Arboreto se inició en mediados de los noventa por un grupo de miembros de la comunidad que quieran un espacio verde en el área metropolitana de Waterloo-Cedar Falls. La firma de Buettner and Associates, Inc. de Fox Point (Wisconsin), se asoció con el arquitecto Craig Ritland, de "Craig Ritland Landscape Architects" para completar el plan maestro del Arboreto. 
Los primeros árboles se plantaron en la primavera de 1996 y fue nombrado el "Bosque Sesquicentenario" en honor del 150 aniversario de Iowa. 
El Arboreto es una organización 501 (c)(3) sin fines de lucro, organización independiente y depende en gran medida de su base de voluntarios y el apoyo de la comunidad.
La misión del Arboretum es mejorar la calidad de vida de todos los individuos a través de la horticultura. Buscamos enriquecer la vida al nutrir y compartir la belleza del mundo natural, la alegría de la jardinería, el conocimiento de las plantas, y la diversidad de nuestro mundo.

## Jardines
Alrededor de la mitad de las originales 74 hectáreas se encuentran todavía cultivadas con el maíz y la soja plantadas por el departamento de agricultura de la universidad vecina. Con un énfasis en el mundo natural, los edificios, jardines y obras de arte tienen un tema orgánico fuerte, ligado a las raíces agrícolas de Iowa.
Las áreas principales del Arboreto incluyen:
- Arrival Gardens - Variada en textura y forma, los arbustos del jardín incluyen diversas variedades de viburnum, enebros, Amelanchier y Physocarpus.

- Labyrinth

- Rose Garden - Lleno de arbustos rosas resistentes al clima del noreste de Iowa.

- Community Gardens - Cada jardín comunitario tiene un tamaño de 10 x 10 pies y estos lechos de cultivo son adjudicados a personas, organizaciones comunitarias y grupos cívicos para sembrar y cultivar sus parcelas a lo largo de la temporada.

- Display Gardens - Lleno de una gran variedad de anuales, perennes y bulbos de floración en primavera.

- Enabling Gardens - Los macizos de flores se disponen entre la Comunidad y los jardines de exhibición.

- Children's Gardens - con un jardín del ferrocarril, excavación de dinosaurios, Jardín Pradera, y el Bosque Peek-a-Boo lleno de conífera]s enanas.

- Shade Garden - Enclavado en un bosque de acacias, el Jardín se Sombra proporciona sombra en un día caluroso y muestra la variedad de tamaños y variaciones de color de las especies del género Hosta.

- Walking Paths and Prairie - soleada pradera que abarca una gran diversidad de especies nativas de Asteraceae e hierbas. La senda de paseo de una milla de longitud a través de los jardines del Arboreto.

- Head House & R.J. McElroy Education Center - Situado en el extremo norte de la zona de estacionamiento, la Casa Head sirve como el lugar central del voluntariado y como las oficinas de verano del personal. Junto al Jardín de los Niños, el Centro de Educación R.J. McElroy organiza la programación de todos los niños, así como eventos de verano en el Arboreto.

## Vistas del arboreto

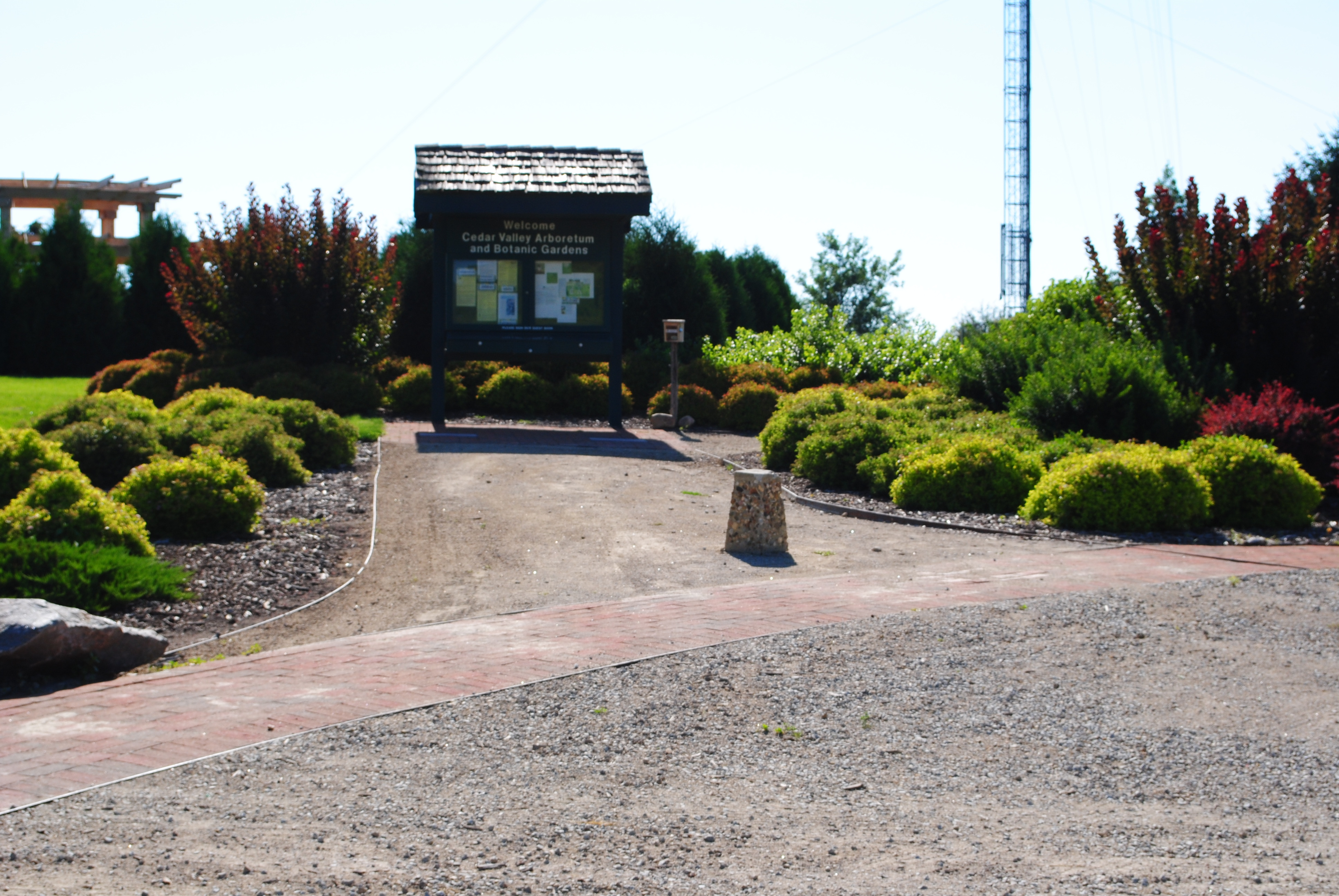
Jardín d ellegada
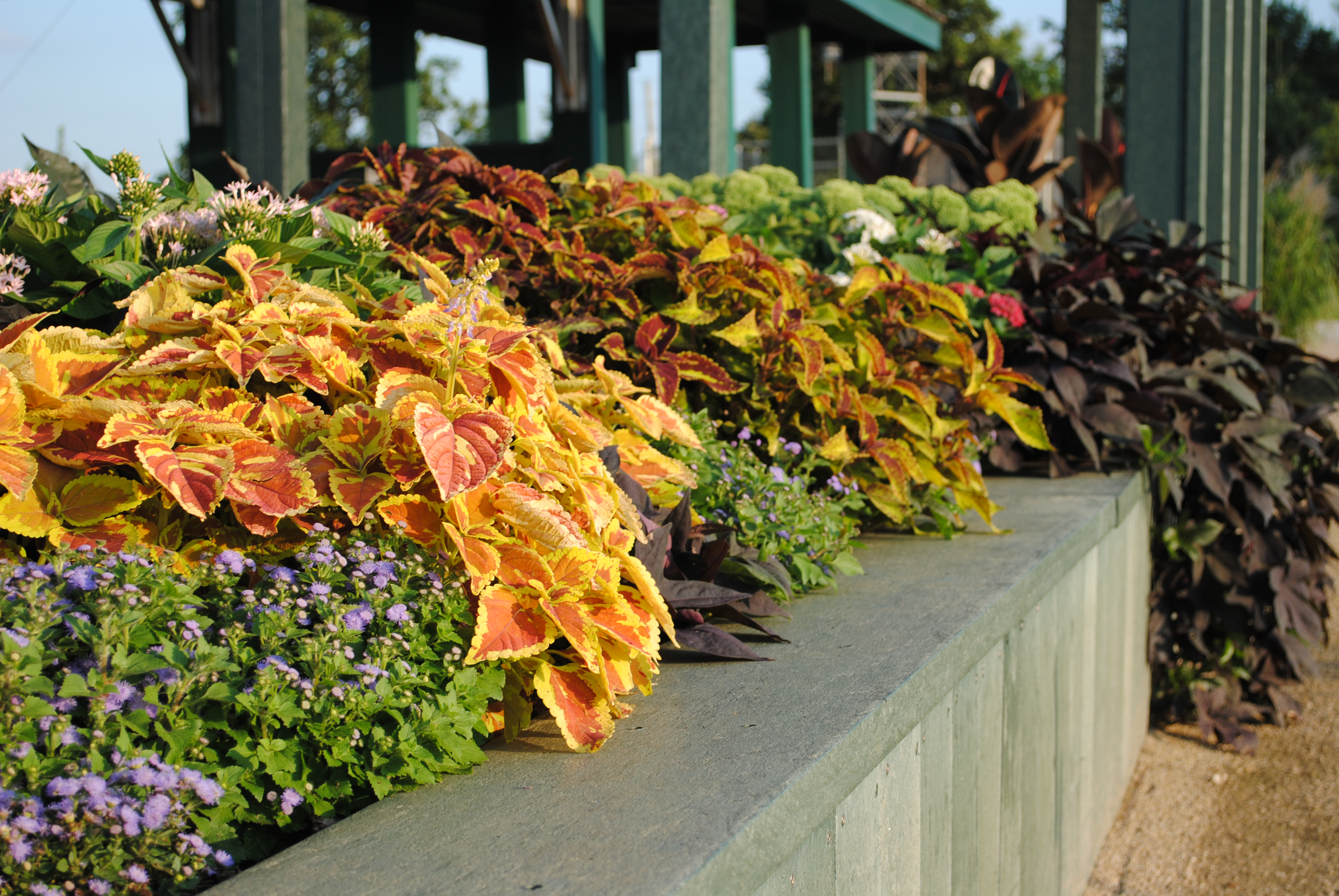
Enabling Garden
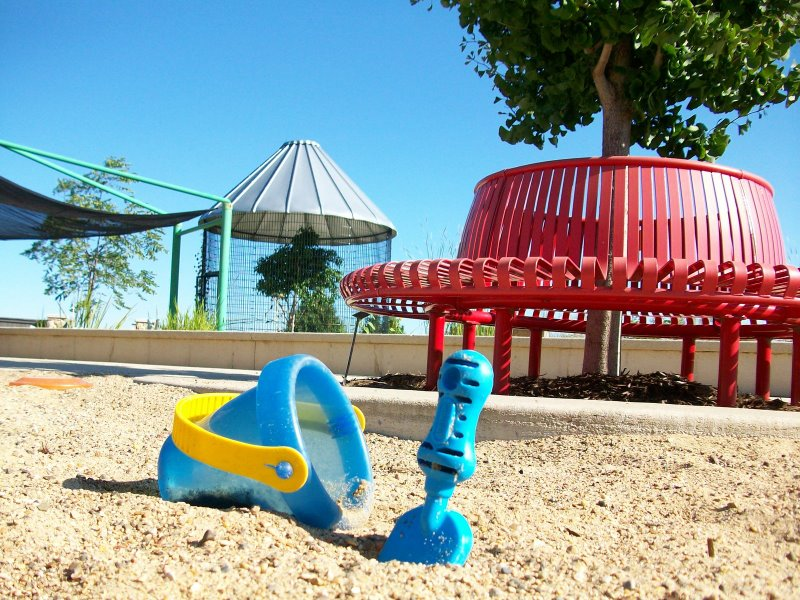
Jardín de los niños
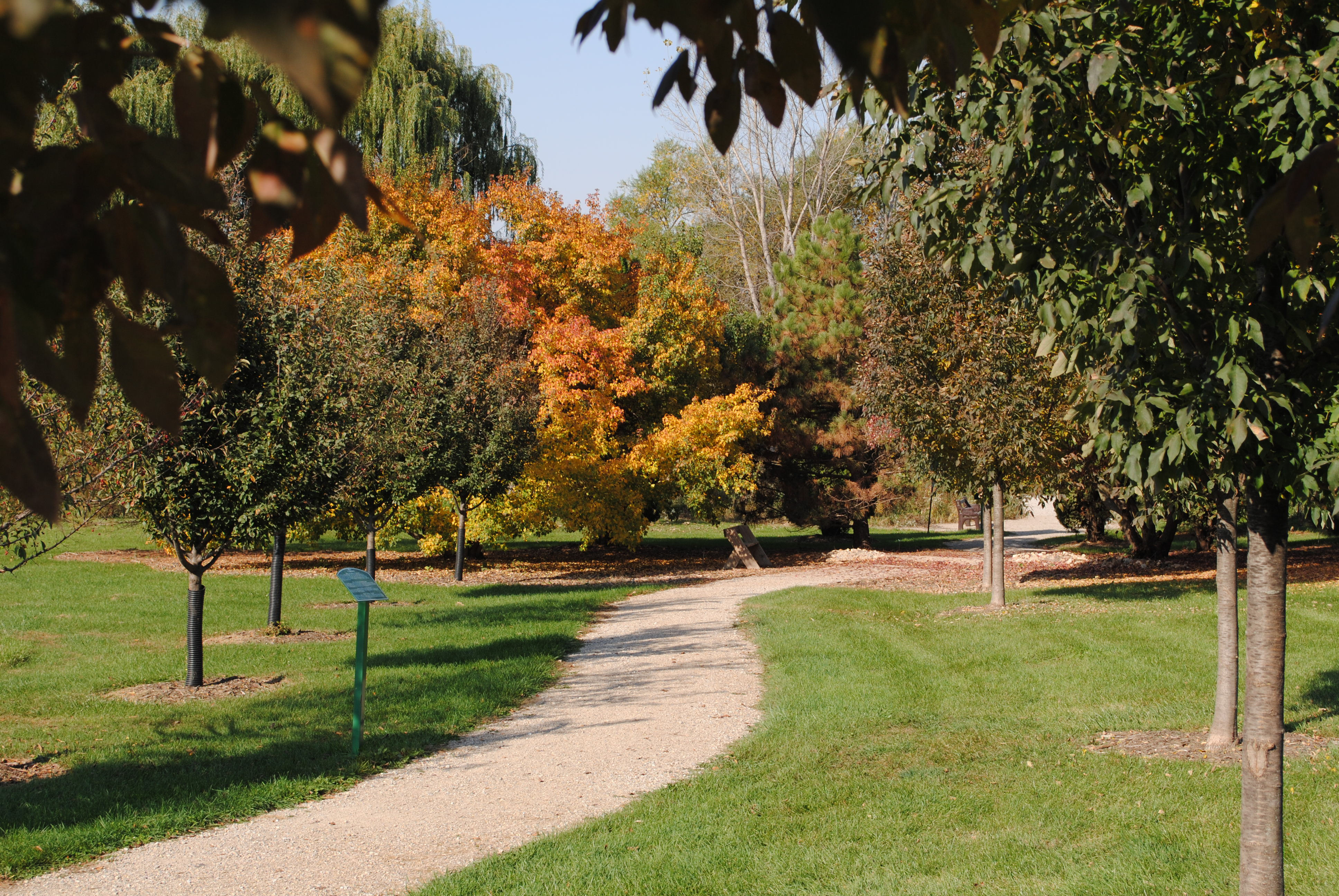
Sendero que conduce al Hawkeye Community College.
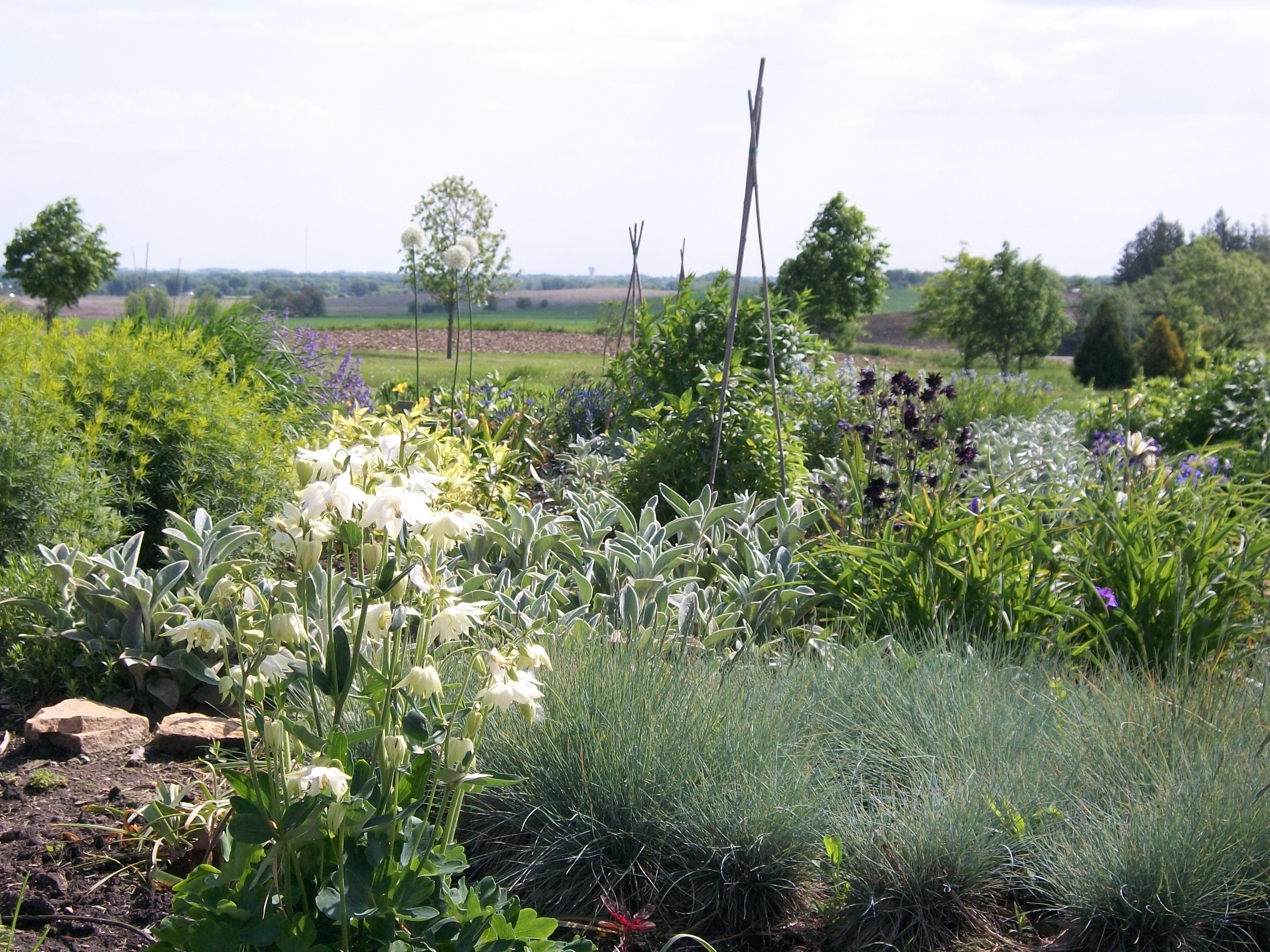
Jardines de exhibición
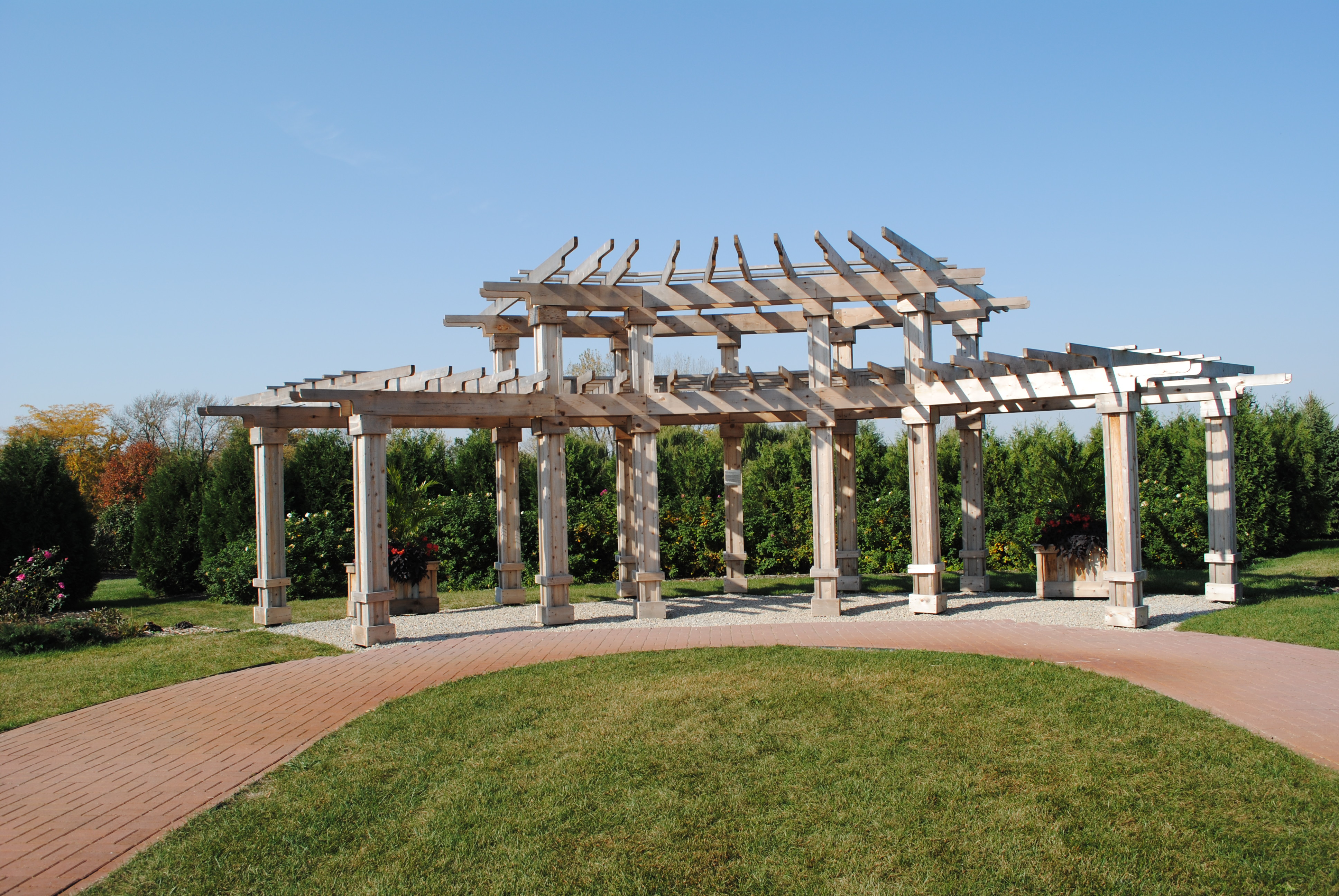
Pérgola de la rosaleda
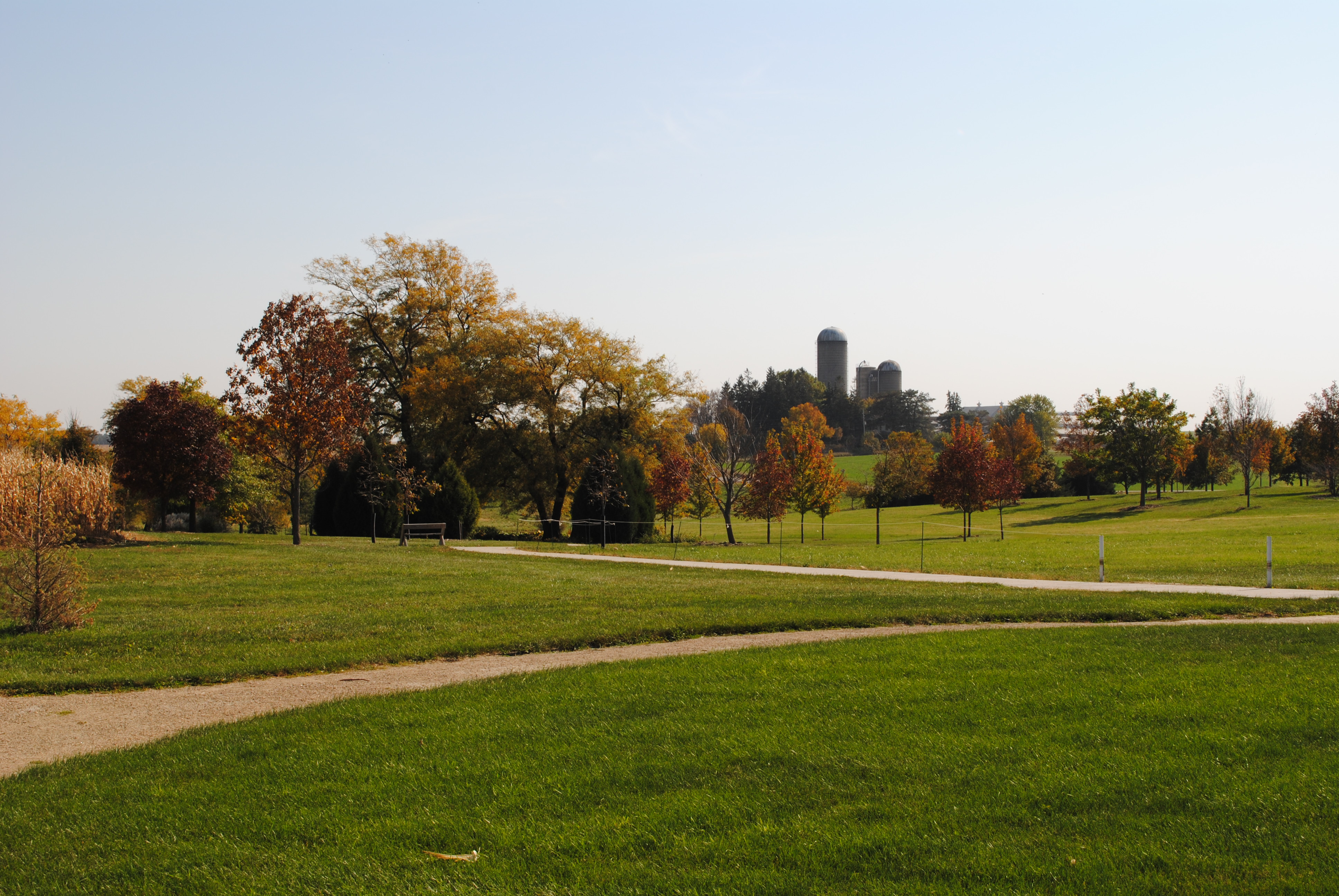
Sendero en el Jardín de Sombra.